# فیصل الادریسی
فیصل الادریسی (انگلیسی: Faysal El Idrissi؛ زادهٔ ۱۶ نوامبر ۱۹۷۷) بازیکن فوتبال اهل فرانسه بود.
از باشگاه‌هایی که در آن بازی کرده‌است می‌توان به باشگاه فوتبال زاربروکن، باشگاه فوتبال لوتسرن، باشگاه فوتبال خرونینگن، باشگاه فوتبال لیل، باشگاه فوتبال کاونتری سیتی، باشگاه ورزشی الفجیره امارات، باشگاه فوتبال النصر عربستان سعودی، و باشگاه فوتبال النصر امارات اشاره کرد.
وی همچنین در تیم ملی فوتبال مراکش بازی کرده‌است.